# K5 League Jeollabuk-do 2019
Die K5 League Jeollabuk-do 2019 war die erste Spielzeit als höchste Amateurspielklasse und die erste Spielzeit insgesamt im südkoreanischen Fußball gewesen. Die Saison begann im April und endete im Oktober. Anschließend folgten die Play-off-Spiele.

## Teilnehmer und ihre Spielstätten
| Team                        | Stadt                       | Heimstadion                 | In der Liga seit            | Vorjahresplatzierung         |                             |
| K5 League Jeollabuk-do 2019 | K5 League Jeollabuk-do 2019 | K5 League Jeollabuk-do 2019 | K5 League Jeollabuk-do 2019 | K5 League Jeollabuk-do 2019  | K5 League Jeollabuk-do 2019 |
| --------------------------- | --------------------------- | --------------------------- | --------------------------- | ---------------------------- | --------------------------- |
| Jeongeup Phoenixs FC        | Jeongeup                    | Iksan-Keumma-Fußballpark    | 2019                        | Aufsteiger aus der K6 League |                             |
| Gunsan Hanbaek              | Gunsan                      | Iksan-Keumma-Fußballpark    | 2019                        | Aufsteiger aus der K6 League |                             |
| Jeonju Parangsae            | Jeonju                      | Iksan-Keumma-Fußballpark    | 2019                        | Aufsteiger aus der K6 League |                             |
| Jeonju AT                   | Jeonju                      | Iksan-Keumma-Fußballpark    | 2019                        | Aufsteiger aus der K6 League |                             |
| Jeonju Seoshin Baekma       | Jeonju                      | Iksan-Keumma-Fußballpark    | 2019                        | Aufsteiger aus der K6 League |                             |
| Iksan FC                    | Iksan                       | Iksan-Keumma-Fußballpark    | 2019                        | Aufsteiger aus der K6 League |                             |

## Reguläre Saison
| Pl. | Verein                    | Sp. | S | U | N | Tore    | Diff. | Punkte |
| --- | ------------------------- | --- | - | - | - | ------- | ----- | ------ |
| 1.  | Jeonju Parangsae (N)      | 5   | 4 | 1 | 0 | 029:300 | +26   | 13     |
| 2.  | Iksan FC (N)              | 5   | 4 | 1 | 0 | 024:700 | +17   | 13     |
| 3.  | Jeonju AT (N)             | 5   | 3 | 0 | 2 | 015:200 | −5    | 09     |
| 4.  | Jeonju Seoshin Baekma (N) | 5   | 1 | 0 | 4 | 014:210 | −7    | 03     |
| 5.  | Jeongeup Phoenixs FC (N)  | 5   | 1 | 0 | 4 | 013:230 | −10   | 03     |
| 6.  | Gunsan Hanbaek (N)        | 5   | 1 | 0 | 4 | 005:270 | −22   | 03     |

| Zum 5. Spieltag:                                                                                            |  |
| Qualifikation zur K5-League-Meisterschaft und Qualifikation zum Korean FA Cup 2020 Abstieg in die K6 League |  |
| |  |
| Zum Saisonende 2018:                                                                                        |  |
| (N) Aufsteiger aus der K6 League                                                                            |  |

## Statistik

### Torschützenliste
Bei gleicher Anzahl von Treffern sind die Spieler alphabetisch geordnet.
| Platz | Spieler        | Mannschaft           | Tore |
| ----- | -------------- | -------------------- | ---- |
| 01    | Jeong Hyeok    | Jeonju Parangsae     | 12   |
| 02    | Choi Yeong-jun | Jeongeup Phoenixs FC | 6    |
| 0     | Baek Seung-jae | Iksan FC             | 6    |
| 0     | Yang Jong-chan | Jeonju AT            | 6    |
| 05    | Kim Jeong-guk  | Jeonju Parangsae     | 5    |